# Theridiosomatidae
Los teridiosomátidos (Theridiosomatidae ) son una familia de arañas araneomorfas, que forman parte de la superfamilia de los araneoideos (Araneoidea), junto con trece familias más entre las que, por su número de especies, hay que destacar: Linyphiidae, Araneidae, Theridiidae, Tetragnathidae y Nesticidae.
Su característica más destacada es la telaraña cónica que construyen.

## Distribución
Se encuentran en Europa, en toda la zona central americana y en zonas de Asia oriental y occidental, y Australia oriental.

## Sistemática
Con la información recogida hasta el 28 de octubre de 2006, esta familia se conforma por 12 géneros y 75 especies.
La categorización en subfamilias sigue las propuestas de Joel Hallan en su Biology Catalog.

### Eperiotypinae
- Epeirotypus O. P-Cambridge, 1894 (México hastaCosta Rica)
- Naatlo Coddington, 1986 (América Central y Sur América)

### Ogulninae
- Ogulnius O. P.-Cambridge, 1882 (América Central y Sur América, Sur de Asia)

### Platoninae
- Chthonos Coddington, 1986 (Sudáfrica)
- Plato Coddington, 1986 (Sur América)

### Theridiosomatinae
- Andasta Simon, 1895 (South Asia)
- Baalzebub Coddington, 1986 (África Central y Sudáfrica, Australia)
- Epilineutes Coddington, 1986 (México hasta Brasil)
- Theridiosoma O. P.-Cambridge, 1879 (Distribución mundial)
- Wendilgarda Keyserling, 1886 (América Central y Sur América, Asia)
- Zoma Saaristo, 1996 (Seychelles)

### Incertae sedis
- Parogulnius Archer, 1953 (EUA)